# Ineos 1:59 Challenge
Die Ineos 1:59 Challenge war ein Projekt, erstmals einen Marathon in unter zwei Stunden zu laufen. Beim erfolgreichen Versuch am 12. Oktober 2019 in der österreichischen Hauptstadt Wien lief Eliud Kipchoge den Marathon in 1:59:40,2 Stunden.
Die Leistung wird von World Athletics nicht als Marathon-Weltrekord anerkannt, da die Rennbedingungen nicht den Anforderungen an einen offiziellen Rekordversuch entsprachen. Guinness World Records erkannte den Erfolg Kipchoges als „Schnellster Marathon (männlich)“ und „Erster Marathon unter zwei Stunden“ an.

## Hintergrund

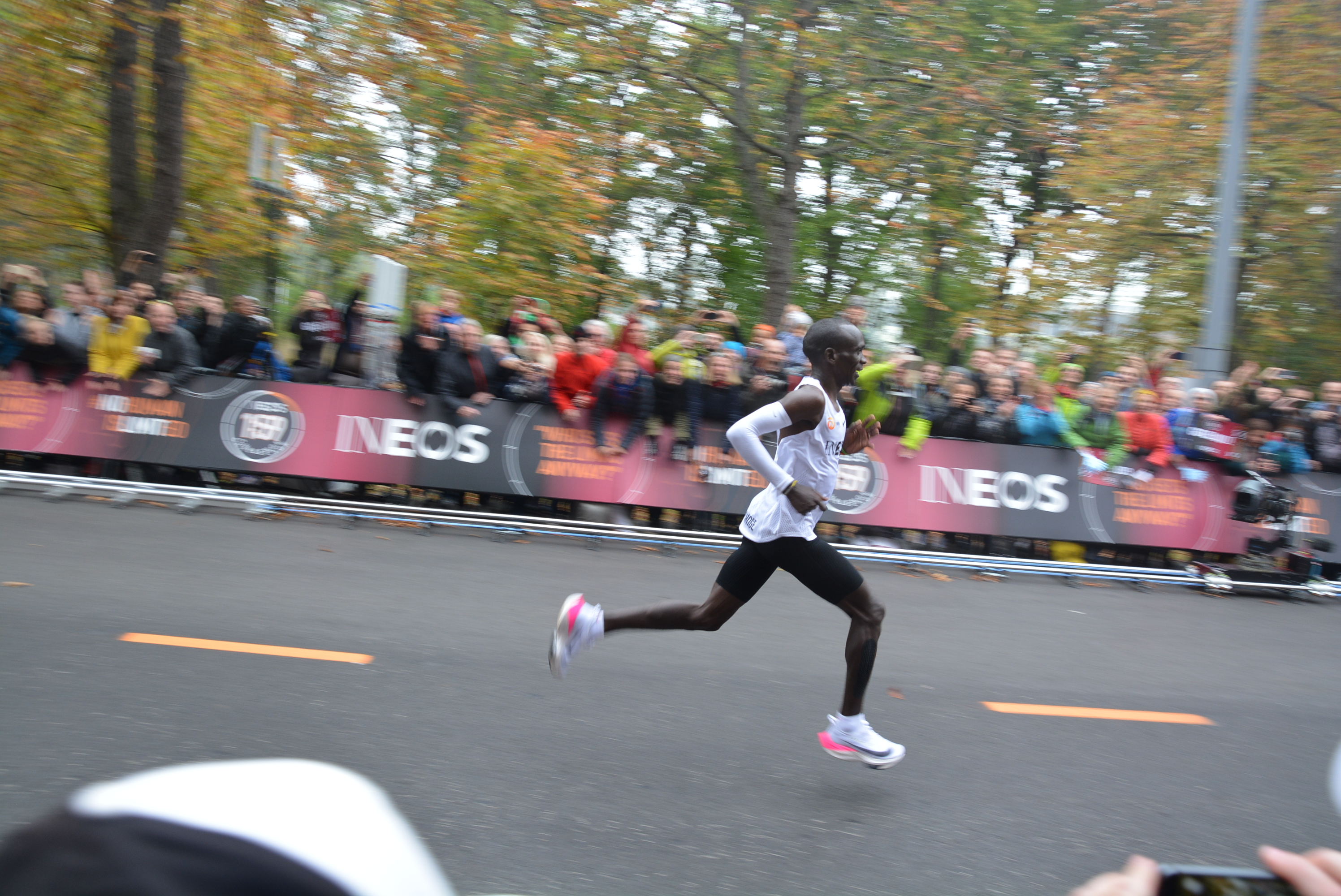
Eliud Kipchoge bei der INEOS 1:59 Challenge

Kipchoge hatte zwei Jahre zuvor bereits als schnellster Läufer am Breaking2-Projekt teilgenommen, dem ersten groß angelegten Versuch, einen Marathon in unter zwei Stunden zu laufen. Dabei verfehlte er das Zwei-Stunden-Ziel aber um 25 Sekunden.
Am 6. Mai 2019, dem 65. Jahrestag der Vier-Minuten-Meile und wenige Tage nach Kipchoges Sieg beim London-Marathon 2019, kündigte der Chemiekonzern Ineos an, dass Kipchoge erneut versuchen werde, den Marathon in unter zwei Stunden zu laufen. Kipchoge war zu diesem Zeitpunkt bereits Weltrekordhalter im Marathonlauf und Olympiasieger.
Die Ineos-1:59-Challenge war nicht als offizieller Weltrekordversuch konzipiert, da er verschiedene Vorschriften des Verbandes World Athletics verletzte:
- Gefordert wird ein Wettbewerb, an welchem prinzipiell jedermann teilnehmen kann,
- die Schrittmacher wurden während des Laufs ausgewechselt; sie müssen von Anfang an dieselbe Strecke laufen (und den Lauf abbrechen, sobald sie überrundet werden),
- für jede Gruppe von Läufern dürfen höchstens drei Schrittmacher aktiv sein[10] (beim Rekordversuch waren es sieben),
- es wurden technische Hilfsmittel verwendet (etwa ein Projektor, der die ideale Position des Läufers und seiner Schrittmacher markierte)
- und Erfrischungen wurden von einem fahrenden Fahrzeug aus gereicht.

Laut Kipchoge ging es bei dem Versuch darum, andere Läufer zu inspirieren, er wolle „Geschichte schreiben, der Nachwelt etwas hinterlassen, andere Menschen inspirieren.“ Projektmitarbeiter sahen in dem Versuch den Triumph des Fortschritts, Kritiker hingegen vor allem eine geschickte PR-Kampagne.

## Durchführung

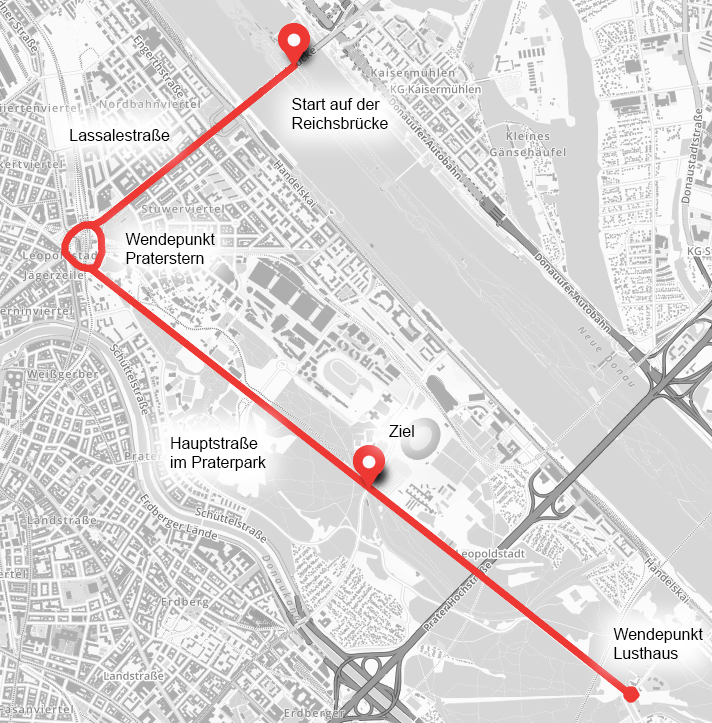
Streckenverlauf in Wien

Der Versuch sollte zuerst in London stattfinden. Da Ineos dort keine geeignete Strecke finden konnte, wurde der Lauf nach Wien verlegt. Die Strecke begann dort auf der Reichsbrücke und folgte der Lasallestraße für 1,2 km bis zum Kreisverkehr Praterstern. Jede Runde des Kurses umfasste zwei 4,3 km lange Abschnitte der Hauptallee im Praterpark. Die Wendepunkte lagen an den Kreisverkehren Lusthaus und Praterstern an beiden Enden der Allee. Der Rundkurs hat einen Höhenunterschied von 2,4 m. Anders als beim Breaking2-Projekt waren Zuschauer an der Strecke anwesend.
Im Vorfeld des Rennens gab es bereits Testläufe mit den Pacemakern, an denen Kipchoge aber nicht teilnahm. Die Organisatoren planten die Veranstaltung für Samstag, den 12. Oktober 2019, hatten aber ein Reservefenster von acht Tagen, um das Risiko von schlechtem Wetter zu minimieren. Letztendlich blieb es aber bei diesem Datum und um 8:15 Uhr MEZ fiel der Startschuss für Kipchoge und die Pacer.
| 5-km-Splits       | Split   | Zeit    |
| ----------------- | ------- | ------- |
| 5 km              | 14:10   | 0:14:10 |
| 10 km             | 14:10   | 0:28:20 |
| 15 km             | 14:14   | 0:42:34 |
| 20 km             | 14:13   | 0:56:47 |
| 25 km             | 14:12   | 1:10:59 |
| 30 km             | 14:12   | 1:25:11 |
| 35 km             | 14:12   | 1:39:23 |
| 40 km             | 14:13   | 1:53:36 |
| 42,195 m          | 6:04    | 1:59:40 |
| Durchschnitt 5 km | 14:10,8 |         |

Kipchoge erreichte eine Zielzeit von 1:59:40,2 Stunden und lief somit als erster Mensch jemals einen Marathon unter zwei Stunden.

## Optimierungsstrategien

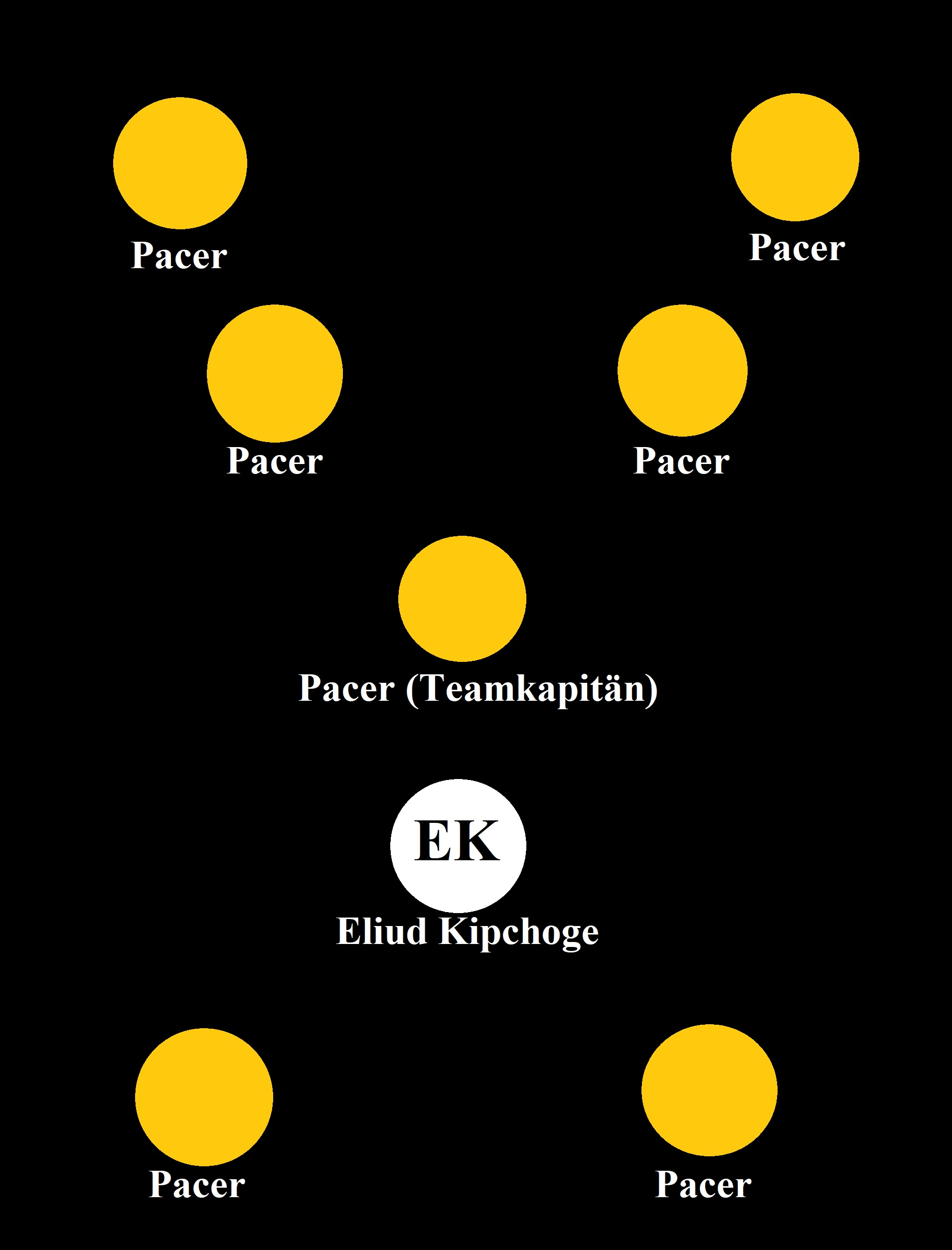
Laufformation

Die Organisatoren des Versuchs setzten viele Techniken ein, die Kipchoge und die Pacemaker unterstützten.
Wien liegt in einer ähnlichen Zeitzone wie Kaptagat in Kenia, wo Kipchoge trainiert. Dies bedeutete, dass Kipchoge nicht vom Jetlag betroffen war. Bei der computergestützten Auswahl des Ortes wurden Temperatur, Luftfeuchtigkeit, Luftdruck, Windgeschwindigkeit, geografische Höhe und Niederschlag berücksichtigt.
Die gewählte Strecke war besonders gerade, flach und windgeschützt. Am südlichen Wendepunkt der Strecke wurde eine Steilkurve mit einer Neigung von etwa 1 % errichtet, um zusätzlich Zeit zu sparen.
Kipchoge trug eine verbesserte Version der zuvor unveröffentlichten Vaporfly Next%-Laufschuhe von Nike, die die Laufökonomie verbessern sollen. Berichten zufolge wurden fünf Marathon-Bestzeiten mit diesem Schuh erzielt, unter anderem der Weltrekord von Brigid Kosgei beim Chicago-Marathon 2019.
Während des Laufs wurde Kipchoge zu jeder Zeit von sieben Pacemakern begleitet. Fünf Pacemaker liefen in „V“-Formation vor Kipchoge, zwei Läufer liefen hinter ihm. Dadurch sollte der Luftwiderstand für Kipchoge möglichst gering gehalten werden. Die Formation wurde mithilfe von Tests im Windkanal und Computersimulationen entwickelt. Um einer Überhitzung vorzubeugen, wurde Kipchoges Flüssigkeitsaufnahme während des Laufes überwacht. Außerdem würde Kipchoge im Fall einer beginnenden Überhitzung leicht aus der Formation heraustreten. Die Pacemaker wechselten sich jede Runde zweimal ab. Insgesamt unterstützten 41 Pacemaker Kipchoge.
Vor den Läufern fuhr ein Auto, das Zielzeiten anzeigte und das Tempo vorgab. Ein Lasergerät auf dem Auto projizierte die Sollpositionen der Pacemaker auf die Straße. Das Auto sollte zudem den Luftwiderstand reduzieren. Nach Angaben von Ineos war das Elektroauto mit einer besonderen Geschwindigkeitsregelanlage ausgestattet.
Um Zeit zu sparen, wurden Kipchoge Getränke von einem Teamkoordinator auf dem Fahrrad überreicht und nicht, wie sonst üblich, an Verpflegungständen.
Beim Breaking2-Versuch waren nur Pressevertreter und Nike-Mitarbeiter anwesend. Kipchoge vermisste dort die Menschenmenge und forderte, dass bei der 1:59-Herausforderung von Ineos Zuschauer zugelassen werden. Der Wunsch nach einer möglichst großen Zuschauermenge beeinflusste auch die Wahl der Startzeit.

## Pacemaker
Die folgenden 41 Athleten waren Kipchoges Pacemaker:
| Name                   | Nationalität       | Referenzen |
| ---------------------- | ------------------ | ---------- |
| Joel Ayeko             | Uganda             | [ 22 ]     |
| Thomas Ayeko           | Uganda             | [ 23 ]     |
| Selemon Barega         | Äthiopien          | [ 24 ]     |
| Emmanuel Bett          | Kenia              | [ 25 ]     |
| Hillary Bor            | Vereinigte Staaten | [ 26 ]     |
| Matthew Centrowitz     | Vereinigte Staaten | [ 27 ]     |
| Paul Chelimo           | Vereinigte Staaten | [ 28 ]     |
| Augustine Choge        | Kenia              | [ 29 ]     |
| Victor Chumo           | Kenia              | [ 30 ]     |
| Filip Ingebrigtsen     | Norwegen           | [ 31 ]     |
| Henrik Ingebrigtsen    | Norwegen           | [ 32 ]     |
| Jakob Ingebrigtsen     | Norwegen           | [ 33 ]     |
| Philemon Kacheran      | Kenia              | [ 34 ]     |
| Stanley Kebenei        | Vereinigte Staaten | [ 35 ]     |
| Justus Kimutai         | Kenia              | [ 36 ]     |
| Shadrack Kipchirchir   | Vereinigte Staaten | [ 37 ]     |
| Noah Kipkemboi         | Kenia              | [ 38 ]     |
| Gideon Kipketer        | Kenia              | [ 39 ]     |
| Jacob Kiplimo          | Uganda             | [ 40 ]     |
| Marius Kipserem        | Kenia              | [ 41 ]     |
| Eric Kiptanui          | Kenia              | [ 42 ]     |
| Moses Koech            | Kenia              | [ 43 ]     |
| Shadrack Kimutai Koech | Kasachstan         | [ 44 ]     |
| Micah Kogo             | Kenia              | [ 45 ]     |
| Alex Korio             | Kenia              | [ 46 ]     |
| Jonathan Korir         | Kenia              | [ 47 ]     |
| Ronald Kwemoi          | Kenia              | [ 48 ]     |
| Bernard Lagat          | Vereinigte Staaten | [ 49 ]     |
| Lopez Lomong           | Vereinigte Staaten | [ 50 ]     |
| Abdallah Kibet Mande   | Uganda             | [ 51 ]     |
| Stewart McSweyn        | Australien         | [ 52 ]     |
| Kōta Murayama          | Japan              | [ 53 ]     |
| Ronald Musagala        | Uganda             | [ 54 ]     |
| Kaan Kigen Özbilen     | Türkei             | [ 55 ]     |
| Jack Rayner            | Australien         | [ 56 ]     |
| Chala Regasa           | Äthiopien          | [ 57 ]     |
| Brett Robinson         | Australien         | [ 58 ]     |
| Nicholas Rotich        | Kenia              | [ 59 ]     |
| Patrick Tiernan        | Australien         | [ 60 ]     |
| Timothy Toroitich      | Uganda             | [ 61 ]     |
| Julien Wanders         | Schweiz            | [ 62 ]     |